# Бахенберг
Бахенберг (нім. Bachenberg) — громада в Німеччині, розташована в землі Рейнланд-Пфальц. Входить до складу району Альтенкірхен. Складова частина об'єднання громад Альтенкірхен.
Площа — 1,67 км2. Населення становить 105 ос. (станом на 31 грудня 2020).